# Albert Nowiejski
Albert (Wojciech) Nowiejski (zm. 19 lutego 1664) – pochodzący z Wielkopolski ksiądz katolicki, kanonik warmiński.

## Życiorys
Kształcił się w Akademii Krakowskiej (w 1638 r. uzyskał magisterium sztuk wyzwolonych) i we Włoszech (prawdopodobnie tu uzyskał doktorat prawa).
Odbył podróże do Francji, Holandii i Niemiec. Związany był z rodziną Opalińskich. Towarzyszył Piotrowi Adamowi Opalińskiemu w półtorarocznym pobycie w Wiedniu.
W roku 1654 został kanonikiem warmińskim. Posiadał tytuł sekretarza królewskiego. Podczas najazdu Szwedów na Warmię, w grudniu 1655 r. schronił się wraz z biskupem Wacławem Leszczyńskim w Królewcu. Pośredniczył w rokowaniach między elektorem brandenburskim a dworem polskim, aby wyjednać możliwość zawarcia pokoju Polski ze Szwedami i Fryderykiem Wilhelmem. W latach 1657–1662 był administratorem komornictwa olsztyńskiego. Był hojnym opiekunem kościołów. Wspierał materialnie Klasztor Bernardynów w Barczewie. Katedrze fromborskiej ufundował srebrne naczynia liturgiczne, 12 dywanów i odnowił ołtarz św. Augustyna. Cały swój majątek zapisał w testamencie na rzecz szpitali Świętego Ducha i Świętego Jerzego w Olsztynie. Został pochowany w kościółku szpitalnym Świętego Ducha na Dolnym Przedmieściu w Olsztynie. Nad jego grobem umieszczono marmurowe epitafium, które zachowało się do naszych czasów i należy do cennych poloników z czasów przedrozbiorowych.

## Epitafium
Kościółek szpitalny Świętego Ducha w Olsztynie rozpadł się wiosną 1803 r. Marmurowe epitafium kanonika Alberta Nowiejskiego przeniesiono do kościoła Świętego Jakuba w Olsztynie. Jednakże w kościele tym wisiało ono tylko do roku 1873. Inicjatorem usunięcia tego zabytku był aptekarz i miłośnik neogotyku Baltazar Józef Oster. Oprócz epitafium z kościoła Świętego Jakuba w Olsztynie usunięto cały barokowy wystrój z czasów polskiej Warmii. Epitafium zostało przeniesione do kaplicy Szpitala Mariackiego w Olsztynie.
Szpital Mariacki otwarty został w dniu 15 października 1867 r.; budowa szpitala trwała jeszcze trzy lata – do roku 1870. Epitafium kanonika Alberta Nowiejskiego znajduje się w kaplicy szpitalnej od roku 1873. Kaplica Szpitala Mariackiego przetrwała wyzwolenie przez wojska radzieckie, noc z 21 na 22 stycznia 1945 r. Nie mniej uszkodzone zostały organy znajdujące się na I piętrze. Można przypuszczać, iż kaplica przetrwała w dobrym stanie okres pobytu Armii Czerwonej za sprawą rozkazu, który zdobył ks. prałat Jan Hanowski od radzieckiego komendanta miasta, zakazującego niszczenia i rabowania świątyń.

### Tekst epitafium w tłumaczeniu zjęzyka łacińskiegonajęzyk polski
Jaśnie Wielmożny i Przewielebny Ksiądz Albert Nowiejski Doktor Obojga Praw, Kanonik Warmiński, Świętego Królewskiego Majestatu Polski i Szwecji sekretarz, niegdyś administrator olsztyński, mąż wielkiej roztropności, prawy w postępowaniu, wybitnie pobożny, gdyż zapisał dziedzictwo przytułkom olsztyńskim, na odnowę tutejszego kościoła Św. Ducha, a podopiecznym na obfity zasiłek. Niestrudzony podróżnik po Italii, Niemczech, Francji i Holandii, tu w końcu znalazł wieczny odpoczynek. Tę tablicę wmurowali najprzewielebniejszy Ksiądz Ludwik Opat Fantoni i Jaśnie Wielmożny Ksiądz Andrzej Glaznocki, Kanonicy Warmińscy, Wykonawcy Testamentu. Roku Wcielonego Zbawienia 1664 Miesiąca Grudnia